# Liste der denkmalgeschützten Objekte in Dürnstein
Die Liste der denkmalgeschützten Objekte in Dürnstein enthält die 87 denkmalgeschützten, unbeweglichen Objekte der Stadt Dürnstein im niederösterreichischen Bezirk Krems-Land.

## Denkmäler
| Foto  |                 | Denkmal | Standort                                        | Beschreibung | Metadaten |
| ----- | --------------- | --- | ----------------------------------------------- | --- | --- |
| ja    | Datei hochladen | Augustinerchorherrenstift mit Kirche Maria Himmelfahrt und Stadtmauerteil HERIS-ID: 49612 Objekt-ID: 53514 | Dürnstein 1 Standort KG: Dürnstein              | Das Stift Dürnstein ist, ein ehemaliges Kloster, gehört dem Stift Herzogenburg, das auch die Pfarre Dürnstein betreut. Der Turm der Stiftskirche mit seiner blau-weißen Färbung gilt als das Wahrzeichen der Wachau. | BDA-Hist.: Q877755 Status: Bescheid Stand der BDA-Liste: 2025-06-30 Name: Augustinerchorherrenstift mit Kirche Maria Himmelfahrt und Stadtmauerteil GstNr.: .1/1, .1/2, 31/1, 31/2, .16/1, 38 Stift Dürnstein                  |
| ja    | Datei hochladen | Ehem. Schloss, Hotel Schloss Dürnstein HERIS-ID: 33751 Objekt-ID: 31479                                    | Dürnstein 2 Standort KG: Dürnstein              | Das auf einem Geländesporn im Norden der Stadt gelegene Schloss hat einen blockhaften, zweieinhalbgeschoßigen Hauptbau um einen kleinen Hof und wird donauseitig von zwei Türmen flankiert. Das Schloss wurde von 1622 bis 1634 unter Christoph Wilhelm von Zelking an der Stelle von zehn Häusern erbaut. Von 1663 bis 1936 war es im Besitz der Starhemberger. In den 1960er Jahren erfolgte ein Umbau zum Hotel. | BDA-Hist.: Q37953784 Status: Bescheid Stand der BDA-Liste: 2025-06-30 Name: Ehem. Schloss, Hotel Schloss Dürnstein GstNr.: 28 Schloss Dürnstein                                                                                |
| ja    | Datei hochladen | Winzerhaus mit Wirtschaftsgeschoß HERIS-ID: 56438 Objekt-ID: 65891                                         | Dürnstein 3 Standort KG: Dürnstein              | Das Winzerhaus hat an der Front eine freigelegte Bezeichnung mit 1533. | BDA-Hist.: Q38072283 Status: Bescheid Stand der BDA-Liste: 2025-06-30 Name: Winzerhaus mit Wirtschaftsgeschoß GstNr.: .3/1 Winzerhaus Dürnstein 3                                                                              |
| ja    | Datei hochladen | Freihaus, Kuenringertaverne HERIS-ID: 33743 Objekt-ID: 31471                                               | Dürnstein 4 Standort KG: Dürnstein              | Das ehemalige Freihaus ist ein repräsentativer Renaissancebau aus der zweiten Hälfte des 16. Jahrhunderts. Das zweigeschoßige, giebelständige, kubisch geschlossene Haus hat einen runden Eckerker, zwei Schopfwalmdächern mit Zinnenbekrönung über durchlaufendem Giebelfußgesims sowie ein Dachbödlaufzug. Die Fensterrahmungen zeigen gerade Verdachungen und gekehlte Sohlbänke. Die mittlere Fenster-Portal-Gruppe aus der Zeit um 1600 verfügt über ein rundbogiges Portal mit reliefierter Archivolte und Arkanthusreliefs in den Zwickeln. Darüber ist zwischen ionischen Zwergpilastern und später hinzugefügten Voluten ein Wappenrelief des Turzo von Betlenfalva/Purgstaller zu sehen. Der Nebentrakt, zweigeschoßig und traufständig, hat im Obergeschoß gekehlte Sohlbänke des 16. Jahrhunderts, im Untergeschoß zwei steckvergitterte querrechteckige Fenster in einfacher Rahmung des 17. Jahrhunderts. Der Innenraum ist im Erdgeschoß kreuzgratgewölbt und mit angeputzten, zarten Rundleisten ausgestattet. Unter einem weiteren Kreuzgratgewölbe liegt ein unregelmäßiger Raum mit gedrungenem, quadratischem Mittelpfeiler. | BDA-Hist.: Q37953705 Status: Bescheid Stand der BDA-Liste: 2025-06-30 Name: Freihaus, Kuenringertaverne GstNr.: .4 Freihaus, Kuenringertaverne (Dürnstein)                                                                     |
| ja    | Datei hochladen | Villa HERIS-ID: 56439 Objekt-ID: 65892                                                                     | Dürnstein 5 Standort KG: Dürnstein              | Das Haus Am Bergl 5 ist eine repräsentative neoklassizistische Villa aus der Zeit um 1900. Der kubische, zweigeschoßige Bau hat eine offene Säulenloggia in der Südecke des Hauptgeschoßes, antikisierende Wandmalereien und einen gemalten Fries. | BDA-Hist.: Q38072295 Status: Bescheid Stand der BDA-Liste: 2025-06-30 Name: Villa GstNr.: .120 |
| ja    | Datei hochladen | Bürgerhaus HERIS-ID: 56421 Objekt-ID: 65874                                                                | Dürnstein 6 Standort KG: Dürnstein              | | BDA-Hist.: Q38072097 Status: Bescheid Stand der BDA-Liste: 2025-06-30 Name: Bürgerhaus GstNr.: .13/1, .12, .13/2 |
| ja    | Datei hochladen | Bürgerhaus und südliche Eckbastion HERIS-ID: 49613 Objekt-ID: 53515                                        | Dürnstein 7 Standort KG: Dürnstein              | Die südliche Eckbastion ist ein Teil der mittelalterlichen Stadtbefestigung. | BDA-Hist.: Q38034967 Status: Bescheid Stand der BDA-Liste: 2025-06-30 Name: Bürgerhaus und südliche Eckbastion GstNr.: .15/1, .15/2, 37                                                                                        |
| ja    | Datei hochladen | Ehem. Klarissinnenkloster, Gasthaus Richard Löwenherz HERIS-ID: 49614 Objekt-ID: 53516                     | Dürnstein 8 Standort KG: Dürnstein              | Das heutige Hotel Richard Löwenherz ist eine zwei- bis dreigeschoßige Anlage aus drei Trakten um einen Hof, die unter Einbeziehung der Reste des 1693 teilweise abgetragenen Klosters errichtet wurde. Der Nordwesttrakt, die ehemaligen Stallungen, wurde Ende des 18./Anfang des 19. Jahrhunderts aufgestockt. Der Südosttrakt mit gotischen Außenmauern und Strebepfeilern stammt im Kern aus dem 14. Jahrhundert und wurde mehrfach umgebaut. Der Flügel an der Donauseite, im späten 17. Jahrhundert über der Stadtmauer erbaut, wurde im 19. umgestaltet. Im Innenraum gibt es einen Speisesaal mit Spiegelgewölbe aus dem 17. Jahrhundert sowie mehrere kreuzgratgewölbte Räume. Zur Ausstattung zählen einige gotische Spolien aus dem ehemaligen Kloster sowie mehrere Kachelöfen aus dem 18./19. Jahrhundert. | BDA-Hist.: Q38034975 Status: Bescheid Stand der BDA-Liste: 2025-06-30 Name: Ehem. Klarissinnenkloster, Gasthaus Richard Löwenherz GstNr.: .18/1, .17, .18/3, .18/4, .18/5, .119, 32, .18/6, .16/2 Klarissenkloster Dürnstein   |
| ja    | Datei hochladen | Winzerhaus HERIS-ID: 56440 Objekt-ID: 65893                                                                | Dürnstein 9 Standort KG: Dürnstein              | Das Alter des sogenannten Dürnsteinerhofes wird mit über 500 Jahren angegeben. | BDA-Hist.: Q38072304 Status: Bescheid Stand der BDA-Liste: 2025-06-30 Name: Winzerhaus GstNr.: 44/2 Winzerhaus Dürnstein 9 |
| ja    | Datei hochladen | Winzerhaus mit Presshaus HERIS-ID: 9653 Objekt-ID: 5657                                                    | Dürnstein 10 Standort KG: Dürnstein             | Das Winzerhaus ist ein Bau mit Flacherker auf Konsolen und einer Kernsubstanz aus dem 16. Jahrhundert. | BDA-Hist.: Q38043294 Status: Bescheid Stand der BDA-Liste: 2025-06-30 Name: Winzerhaus mit Presshaus GstNr.: .20 |
| ja    | Datei hochladen | Ehem. Prälatenhof des Chorherrenstiftes HERIS-ID: 56441 Objekt-ID: 65895                                   | Dürnstein 11 Standort KG: Dürnstein             | Zwischen Hauptstraße und Prangerplatz ist der ehemalige Prälatenhof des Chorherrenstifts eingestellt. Der gotische Bau aus dem frühen 16. Jahrhundert hat ein Walmdach, einen unterbauten Flacherker auf Konsolen, ein Schulterbogenportal und aufgedoppelte Türflügel. Das ehemalige Rundbogentor ist an der südlichen Seite abgefast. An der Rückfront ist eine Figurennische mit einer barocken Sandsteinfigur des hl. Johannes Nepomuk zu sehen, die mit 1746 bezeichnet ist. Innen gibt es teilweise Kreuzgrat- und Stichkappengewölbe des 18. Jahrhunderts. | BDA-Hist.: Q38072316 Status: Bescheid Stand der BDA-Liste: 2025-06-30 Name: Ehem. Prälatenhof des Chorherrenstiftes GstNr.: .23 Prälatenhof Dürnstein 11                                                                       |
| ja    | Datei hochladen | Winzerhaus HERIS-ID: 56464 Objekt-ID: 65920                                                                | Dürnstein 12 Standort KG: Dürnstein             | | BDA-Hist.: Q38072559 Status: Bescheid Stand der BDA-Liste: 2025-06-30 Name: Winzerhaus GstNr.: .26/1 |
| ja    | Datei hochladen | Ehem. Handwerkerhaus HERIS-ID: 56442 Objekt-ID: 65896                                                      | Dürnstein 12, 12a Standort KG: Dürnstein        | Das Handwerkerhaus ist ein im Kern spätmittelalterlicher Bau mit gekrümmter Straßenfront. Die Zunftzeichen der Binder sind mit 1546 bezeichnet. | BDA-Hist.: Q38072328 Status: Bescheid Stand der BDA-Liste: 2025-06-30 Name: Ehem. Handwerkerhaus GstNr.: .26/1, .26/2 Handwerkerhaus Dürnstein 12 u. 12a                                                                       |
| ja    | Datei hochladen | Ehem. Pfarrhof der Kunigundenkirche und Presshaus HERIS-ID: 56422 Objekt-ID: 65875                         | Dürnstein 13 Standort KG: Dürnstein             | Der ehemalige Pfarrhof der Kunigundenkirche ist ein im Kern spätmittelalterlicher Bau mit gekrümmter Straßenfront, bezeichnet mit 1546, der an der Nordseite unter der Traufe einen Sgraffitorest mit einem gemalten Zunftzeichen der Binder hat. | BDA-Hist.: Q38072109 Status: Bescheid Stand der BDA-Liste: 2025-06-30 Name: Ehem. Pfarrhof der Kunigundenkirche und Presshaus GstNr.: .27                                                                                      |
| ja    | Datei hochladen | Winzerhaus und Stadtmauerteil HERIS-ID: 56423 Objekt-ID: 65876                                             | Dürnstein 14 Standort KG: Dürnstein             | In dieses Winzerhaus ist ein Teil der mittelalterlichen Stadtbefestigung integriert. | BDA-Hist.: Q38072119 Status: Bescheid Stand der BDA-Liste: 2025-06-30 Name: Winzerhaus und Stadtmauerteil GstNr.: .35, 63/1 |
| ja    | Datei hochladen | Bürgerhaus HERIS-ID: 56424 Objekt-ID: 65877                                                                | Dürnstein 15 Standort KG: Dürnstein             | Das im 19. Jahrhundert außerhalb der Stadtmauer am Kremser Tor angebaute Bürgerhaus ist ein zweigeschoßiger Bau mit südlichem Vorbau und einem möglicherweise aus dem 16. Jahrhundert stammenden Baukern. | BDA-Hist.: Q38072129 Status: Bescheid Stand der BDA-Liste: 2025-06-30 Name: Bürgerhaus GstNr.: .30 Bürgerhaus, Dürnstein 15 |
| ja    | Datei hochladen | Östlicher Stadtturm/Kremser Tor/Steinertorturm HERIS-ID: 33744 Objekt-ID: 31472                            | Dürnstein 16 Standort KG: Dürnstein             | Das Kremser Tor ist ein viergeschoßiger, annähernd quadratischer Torturm aus dem 15. Jahrhundert mit korbbogiger Durchfahrt und einigen Schlitzfenstern, der später zu einem Wohnhaus umgebaut wurde. | BDA-Hist.: Q37953716 Status: Bescheid Stand der BDA-Liste: 2025-06-30 Name: Östlicher Stadtturm/Kremser Tor/Steinertorturm GstNr.: .32 Kremser Tor (Dürnstein)                                                                 |
| ja    | Datei hochladen | Bürgerhaus und Stadtmauerteil HERIS-ID: 56425 Objekt-ID: 65878                                             | Dürnstein 17 Standort KG: Dürnstein             | Beim Bürgerhaus Dürnstein 17 befindet sich ein Teil der mittelalterlichen Stadtbefestigung. | BDA-Hist.: Q38072139 Status: Bescheid Stand der BDA-Liste: 2025-06-30 Name: Bürgerhaus und Stadtmauerteil GstNr.: .37, 62 |
| ja    | Datei hochladen | Gasthof Goldener Strauß/ehem. Poststation und Stadtmauerteil HERIS-ID: 56433 Objekt-ID: 65886              | Dürnstein 18 Standort KG: Dürnstein             | Die ehemalige Poststation hat einen Baukern aus dem 17. Jahrhundert. | BDA-Hist.: Q38072227 Status: Bescheid Stand der BDA-Liste: 2025-06-30 Name: Gasthof Goldener Strauß/ehem. Poststation und Stadtmauerteil GstNr.: .39, 60, 61 Former Poststation (Dürnstein)                                    |
| ja    | Datei hochladen | Bürgerhaus und Stadtmauerteil HERIS-ID: 56432 Objekt-ID: 65885                                             | Dürnstein 19 Standort KG: Dürnstein             | Der giebelständige Bau mit einer Kernsubstanz aus dem 16. Jahrhundert ist von einem Schopfwalmdach gedeckt. Zwei der drei Achsen haben eine vorspringende Fassade aus dem 18. Jahrhundert. Das Obergeschoß ist durch Lisenen und stuckierte Fensterrahmungen gegliedert. | BDA-Hist.: Q38072217 Status: Bescheid Stand der BDA-Liste: 2025-06-30 Name: Bürgerhaus und Stadtmauerteil GstNr.: .41, 59 Bürgerhaus Dürnstein 19                                                                              |
| ja    | Datei hochladen | Bürgerhaus HERIS-ID: 56443 Objekt-ID: 65897                                                                | Dürnstein 20 Standort KG: Dürnstein             | Das Bürgerhaus Dürnstein 20 beherbergt seit 1780 eine Bäckerei und Konfiserie. | BDA-Hist.: Q38072337 Status: Bescheid Stand der BDA-Liste: 2025-06-30 Name: Bürgerhaus GstNr.: .42 Bürgerhaus Dürnstein 20 |
| ja    | Datei hochladen | Ehem. Schiffmeisterhaus, Bäckerei HERIS-ID: 56444 Objekt-ID: 65898                                         | Dürnstein 21 Standort KG: Dürnstein             | Das ehemalige Schiffmeisterhaus wurde in der ersten Hälfte des 19. Jahrhunderts umgebaut. Es hat ein Dachspeichergeschoß und eine erneuerte Fassade. | BDA-Hist.: Q38072348 Status: Bescheid Stand der BDA-Liste: 2025-06-30 Name: Ehem. Schiffmeisterhaus, Bäckerei GstNr.: .43 Schiffmeisterhaus (Dürnstein)                                                                        |
| ja    | Datei hochladen | Winzerhaus HERIS-ID: 56445 Objekt-ID: 65899                                                                | Dürnstein 22 Standort KG: Dürnstein             | Dieses Winzerhaus ist ein Bau mit einer Kernsubstanz aus dem 16. Jahrhundert. Ende des 18. Jahrhunderts erfolgte ein Umbau. | BDA-Hist.: Q38072358 Status: Bescheid Stand der BDA-Liste: 2025-06-30 Name: Winzerhaus GstNr.: .44 Winzerhaus Dürnstein 22 |
| ja    | Datei hochladen | Winzerhaus mit Presshaus HERIS-ID: 56446 Objekt-ID: 65900                                                  | Dürnstein 23 Standort KG: Dürnstein             | Dieses Winzerhaus ist ein 1476 urkundlich erwähntes Bürgerhaus mit einem spätgotischen Flacherker auf Konsolen. Im 16./17. Jahrhundert erfolgte ein Umbau. | BDA-Hist.: Q38072378 Status: Bescheid Stand der BDA-Liste: 2025-06-30 Name: Winzerhaus mit Presshaus GstNr.: .46/1 Winzerhaus Dürnstein 23                                                                                     |
| ja    | Datei hochladen | Bürgerhaus HERIS-ID: 56447 Objekt-ID: 65901                                                                | Dürnstein 24 Standort KG: Dürnstein             | | BDA-Hist.: Q38072389 Status: Bescheid Stand der BDA-Liste: 2025-06-30 Name: Bürgerhaus GstNr.: .45/2 |
| ja    | Datei hochladen | Bürgerhaus, Rathaus HERIS-ID: 49615 Objekt-ID: 53517                                                       | Dürnstein 25 Standort KG: Dürnstein             | Das ehemalige Bürgerhaus wird seit 1547 als Rathaus genutzt. Der stattliche Bau hat einen spätgotischen Kern aus dem ausgehenden 15. Jahrhundert und wurde 1563 umgestaltet. Die siebenachsige Fassade ist im Obergeschoß durch aus dem 16. Jahrhundert stammende, profilierte Fenstergewände und steinerne Fensterkreuze mit ornamentalen Sgraffitorahmen gegliedert. Das mehrfach veränderte Portal war vermutlich zuerst rundbogig und verfügt über eine entsprechende Sgraffitorahmung. Später wurde es verkleinert, zu einem Rechteckportal mit reliefiertem Sturz umgearbeitet und mit 1563 bezeichnet. Darüber ist ein barocker profilierter Schweifgiebel aus der ersten Hälfte des 18. Jahrhunderts zu sehen. Im Norden ist der Bau durch ein spätgotisches schulterbogiges Nebenportal und kleine, stark erneuerte Rechteckfenster geöffnet. Die Einfahrt ist kreuzgratgewölbt. Der kleine und unregelmäßige Hof hat im Nordflügel korbbogige Obergeschoßarkaden des 18. Jahrhunderts und ein spätgotisches Schulterbogenportal. Der Bau verfügt außerdem über ein dreiteiliges Fenster des 16. Jahrhunderts mit profilierter Steinrahmung und ornamentalem Sgraffitodekor. Innen gibt es ein Kreuzgratgewölbe aus der Mitte des 16. Jahrhunderts. | BDA-Hist.: Q38034989 Status: Bescheid Stand der BDA-Liste: 2025-06-30 Name: Bürgerhaus, Rathaus GstNr.: .47/1 Rathaus Dürnstein                                                                                                |
| ja    | Datei hochladen | Bürgerhaus HERIS-ID: 33745 Objekt-ID: 31473                                                                | Dürnstein 26 Standort KG: Dürnstein             | Siehe Dürnstein 25 | BDA-Hist.: Q37953726 Status: Bescheid Stand der BDA-Liste: 2025-06-30 Name: Bürgerhaus GstNr.: .46/2 |
| ja    | Datei hochladen | Ehem. Gericht und Presshaus HERIS-ID: 56448 Objekt-ID: 65902                                               | Dürnstein 27 Standort KG: Dürnstein             | Das ehemalige Gerichtsgebäude ist mit dem Rathaus durch eine rundbogig geöffnete Tormauer verbunden. Der zweigeschoßige Bau stammt aus der ersten Hälfte des 16. Jahrhunderts. Seine gekrümmte Front zeigt Muschellunetten sowie einen Sgraffitodekor, der teilweise dem des Rathauses entspricht. | BDA-Hist.: Q38072399 Status: Bescheid Stand der BDA-Liste: 2025-06-30 Name: Ehem. Gericht und Presshaus GstNr.: .46/3 |
| ja    | Datei hochladen | Bürgerhaus HERIS-ID: 56416 Objekt-ID: 65866                                                                | Dürnstein 28 Standort KG: Dürnstein             | Dieses Bürgerhaus hat einen Baukern aus dem 16. Jahrhundert. | BDA-Hist.: Q38072057 Status: Bescheid Stand der BDA-Liste: 2025-06-30 Name: Bürgerhaus GstNr.: .47/2, .48 |
| ja    | Datei hochladen | Winzerhaus HERIS-ID: 56449 Objekt-ID: 65903                                                                | Dürnstein 29 Standort KG: Dürnstein             | Das giebelständige Winzerhaus aus der zweiten Hälfte des 16. Jahrhunderts hat einen dreiteiligen Flacherker auf Konsolen. | BDA-Hist.: Q38072409 Status: Bescheid Stand der BDA-Liste: 2025-06-30 Name: Winzerhaus GstNr.: .49 Winzerhaus Dürnstein 29 |
| ja    | Datei hochladen | Wohnhaus mit Rauchkuchl HERIS-ID: 56450 Objekt-ID: 65904                                                   | Dürnstein 30 Standort KG: Dürnstein             | Das im Kern spätmittelalterliche Wohnhaus hat einen Flacherker, eine neu aufgebrachte Schablonenmalerei nach gotischem Vorbild und eine Rauchkuchl mit Kamin. | BDA-Hist.: Q38072418 Status: Bescheid Stand der BDA-Liste: 2025-06-30 Name: Wohnhaus mit Rauchkuchl GstNr.: .50/1 |
| ja    | Datei hochladen | Winzerhaus mit Presskeller HERIS-ID: 56451 Objekt-ID: 65906                                                | Dürnstein 31 Standort KG: Dürnstein             | Das zweiachsige Hauerhaus stammt im Kern aus dem 16. Jahrhundert und ist von einem Schopfwalmdach gedeckt. | BDA-Hist.: Q38072427 Status: Bescheid Stand der BDA-Liste: 2025-06-30 Name: Winzerhaus mit Presskeller GstNr.: .51 Winzerhaus Dürnstein 31                                                                                     |
| ja    | Datei hochladen | Ehem. Winzerhaus HERIS-ID: 56452 Objekt-ID: 65907                                                          | Dürnstein 32 Standort KG: Dürnstein             | Das dreiachsige Hauerhaus stammt im Kern aus dem 16. Jahrhundert und ist von einem Schopfwalmdach gedeckt. | BDA-Hist.: Q38072437 Status: Bescheid Stand der BDA-Liste: 2025-06-30 Name: Ehem. Winzerhaus GstNr.: .52 Former Winzerhaus Dürnstein 32                                                                                        |
| ja    | Datei hochladen | Bürgerhaus HERIS-ID: 56453 Objekt-ID: 65908                                                                | Dürnstein 33 Standort KG: Dürnstein             | Das zum Teil aus Bruchstein errichtete Winzerhaus aus dem 18. Jahrhundert wurde 1857 umgebaut und verfügt über einen sogenannten Dachbödleaufzug. | BDA-Hist.: Q38072447 Status: Bescheid Stand der BDA-Liste: 2025-06-30 Name: Bürgerhaus GstNr.: .54 |
| ja    | Datei hochladen | Bürgerhaus HERIS-ID: 56454 Objekt-ID: 65909                                                                | Dürnstein 34 Standort KG: Dürnstein             | | BDA-Hist.: Q38072457 Status: Bescheid Stand der BDA-Liste: 2025-06-30 Name: Bürgerhaus GstNr.: .56 |
| ja    | Datei hochladen | Bürgerhaus HERIS-ID: 56455 Objekt-ID: 65910                                                                | Dürnstein 35 Standort KG: Dürnstein             | | BDA-Hist.: Q38072474 Status: Bescheid Stand der BDA-Liste: 2025-06-30 Name: Bürgerhaus GstNr.: 54 |
| ja    | Datei hochladen | Villa Thiery HERIS-ID: 56456 Objekt-ID: 65911                                                              | Dürnstein 37 Standort KG: Dürnstein             | Die Villa Thiery hat einen neobarocken Volutengiebel. | BDA-Hist.: Q38072483 Status: Bescheid Stand der BDA-Liste: 2025-06-30 Name: Villa Thiery GstNr.: .62 Villa Thiery (Dürnstein)                                                                                                  |
| ja    | Datei hochladen | Ehem. Winzerhaus mit Presshaus HERIS-ID: 56457 Objekt-ID: 65912                                            | Dürnstein 38 Standort KG: Dürnstein             | Das dreiachsige Hauerhaus stammt im Kern aus dem 16. Jahrhundert und ist von einem Schopfwalmdach gedeckt. | BDA-Hist.: Q38072494 Status: Bescheid Stand der BDA-Liste: 2025-06-30 Name: Ehem. Winzerhaus mit Presshaus GstNr.: .53 Winzerhaus Dürnstein 38                                                                                 |
| ja    | Datei hochladen | Wohnhaus, ehem. Postgebäude HERIS-ID: 49616 Objekt-ID: 53518                                               | Dürnstein 39 Standort KG: Dürnstein             | Das ehemalige Postgebäude wurde 1910 errichtet und 1963 umgestaltet. Ein mit 1751 bezeichnetes barockes Freskomedaillon wurde vom Vorgängerbau übertragen und übermalt. | BDA-Hist.: Q38035000 Status: Bescheid Stand der BDA-Liste: 2025-06-30 Name: Wohnhaus, ehem. Postgebäude GstNr.: 52/3 Former post office (Dürnstein)                                                                            |
| ja    | Datei hochladen | Winzerhaus mit Presskeller HERIS-ID: 56458 Objekt-ID: 65913                                                | Dürnstein 40 Standort KG: Dürnstein             | Dieses Winzerhaus mit Presskeller ist in Form eines Hakenhofes angelegt. | BDA-Hist.: Q38072499 Status: Bescheid Stand der BDA-Liste: 2025-06-30 Name: Winzerhaus mit Presskeller GstNr.: 52/4 Winzerhaus mit Presskeller, Dürnstein 40, 57                                                               |
| ja    | Datei hochladen | Ehem. Winzerhaus HERIS-ID: 56459 Objekt-ID: 65914                                                          | Dürnstein 41 Standort KG: Dürnstein             | Das ehemalige Winzerhaus stammt aus dem 16. Jahrhundert. Es ist durch ein Walmdach gedeckt. | BDA-Hist.: Q38072511 Status: Bescheid Stand der BDA-Liste: 2025-06-30 Name: Ehem. Winzerhaus GstNr.: .58 Winzerhaus Dürnstein 41                                                                                               |
| ja    | Datei hochladen | Bürgerhaus HERIS-ID: 9654 Objekt-ID: 5683                                                                  | Dürnstein 42 Standort KG: Dürnstein             | Das zweigeschoßige Bürgerhaus hat ein Walmdach und stammt im Kern wohl aus dem 16. Jahrhundert. | BDA-Hist.: Q38044363 Status: Bescheid Stand der BDA-Liste: 2025-06-30 Name: Bürgerhaus GstNr.: .63/2 Bürgerhaus Dürnstein 42                                                                                                   |
| ja    | Datei hochladen | Ehem. Weißenkirchner Tor HERIS-ID: 33746 Objekt-ID: 31474                                                  | Dürnstein 43 Standort KG: Dürnstein             | Das ehemalige Weißenkirchner Tor wurde zu einem Wohnhaus umgebaut, an dem noch der Ansatz des Torbogens erkennbar ist. | BDA-Hist.: Q37953736 Status: Bescheid Stand der BDA-Liste: 2025-06-30 Name: Ehem. Weißenkirchner Tor GstNr.: .64, 20 Weißenkirchner Tor (Dürnstein)                                                                            |
| ja    | Datei hochladen | Ehem. Torwächter bzw. Scharfrichterhaus HERIS-ID: 56460 Objekt-ID: 65916                                   | Dürnstein 44 Standort KG: Dürnstein             | Das ehemalige Torwächterhaus ist ein zweigeschoßiger Bau mit Freskenresten, der im Kern aus dem 16. Jahrhundert stammt. | BDA-Hist.: Q38072521 Status: Bescheid Stand der BDA-Liste: 2025-06-30 Name: Ehem. Torwächter bzw. Scharfrichterhaus GstNr.: .65/2                                                                                              |
| ja    | Datei hochladen | Villa HERIS-ID: 9655 Objekt-ID: 5685                                                                       | Dürnstein 51 Standort KG: Dürnstein             | Die späthistoristische, gotisierende Kleinvilla stammt aus der zweiten Hälfte des 19. Jahrhunderts. | BDA-Hist.: Q38044444 Status: Bescheid Stand der BDA-Liste: 2025-06-30 Name: Villa GstNr.: 12 |
| ja    | Datei hochladen | Sog. Kellerschlössl mit Presshaus HERIS-ID: 33749 Objekt-ID: 31477                                         | Dürnstein 60 Standort KG: Dürnstein             | Das sogenannte Kellerschlössl in den Weinbergen östlich des Ortes ist ein kleines barockes Lustschloss mit Weinkeller und Presshaus, das unter Propst Hieronymus Übelbacher vermutlich 1693 bis 1720 für das Chorherrenstift erbaut wurde und dem Architekten Jakob Prandtauer zugeschrieben wird. Der zweigeschoßige Bau erhebt sich über einem kreuzförmigen Grundriss. | BDA-Hist.: Q37953768 Status: Bescheid Stand der BDA-Liste: 2025-06-30 Name: Sog. Kellerschlössl mit Presshaus GstNr.: 110 Kellerschlössl Dürnstein                                                                             |
| ja    | Datei hochladen | Ehem. Bürgerspital HERIS-ID: 56462 Objekt-ID: 65918                                                        | Dürnstein 61 Standort KG: Dürnstein             | Das ehemalige Bürgerspital ist ein eingeschoßiger Bau mit hohem Giebel. | BDA-Hist.: Q38072531 Status: Bescheid Stand der BDA-Liste: 2025-06-30 Name: Ehem. Bürgerspital GstNr.: .19/1 |
| ja    | Datei hochladen | Baderhaus HERIS-ID: 33747 Objekt-ID: 31475                                                                 | Dürnstein 62 Standort KG: Dürnstein             | Das Baderhaus ist ein harmonisch proportionierter, frühklassizistischer, eingeschoßiger Bau aus dem späten 18. Jahrhundert. Es ist durch ein Mansardenwalmdach gedeckt und hat einen seichten, übergiebelten Mittelrisalit. Im Giebelfeld ist auf einem 1963 von Maximilian Melcher geschaffenen Fresko eine Musikantenfamilie abgebildet. Die Fassade ist durch Lisenen gegliedert und durch ein in einer Flachbogennische liegendes Portal mit klassizistischer Türe geöffnet. Der Bau hat außerdem Fensterkörbe und im Süden eine Speicheröffnung. | BDA-Hist.: Q37953747 Status: Bescheid Stand der BDA-Liste: 2025-06-30 Name: Baderhaus GstNr.: .8 Baderhaus Dürnstein |
| ja    | Datei hochladen | Ehem. Torwächterhaus, Hüterhaus HERIS-ID: 56426 Objekt-ID: 65879                                           | Dürnstein 63 Standort KG: Dürnstein             | Das seitlich des Kremser Tores nach Süden vorgestellte, eingeschoßige, ehemalige Torwächterhaus wurde wohl im späten Mittelalter erbaut. | BDA-Hist.: Q38072147 Status: Bescheid Stand der BDA-Liste: 2025-06-30 Name: Ehem. Torwächterhaus, Hüterhaus GstNr.: .28 |
| ja    | Datei hochladen | Gasthof Sänger Blondel HERIS-ID: 56463 Objekt-ID: 65919                                                    | Dürnstein 64 Standort KG: Dürnstein             | Der Gasthof ist nach dem Troubadour Blondel de Nesle benannt. | BDA-Hist.: Q38072541 Status: Bescheid Stand der BDA-Liste: 2025-06-30 Name: Gasthof Sänger Blondel GstNr.: .9 |
| ja    | Datei hochladen | Bürgerhaus und Wirtschaftsgebäude HERIS-ID: 56427 Objekt-ID: 65880                                         | Dürnstein 65 Standort KG: Dürnstein             | | BDA-Hist.: Q38072168 Status: Bescheid Stand der BDA-Liste: 2025-06-30 Name: Bürgerhaus und Wirtschaftsgebäude GstNr.: .14/1, .14/2                                                                                             |
| ja    | Datei hochladen | Bürgerhaus und Wirtschaftsgebäude HERIS-ID: 33748 Objekt-ID: 31476                                         | Dürnstein 66 Standort KG: Dürnstein             | Das Gebäude in Dürnstein 66 ist ein eingeschoßiges Kleinhaus mit verbrettertem Schopfwalmgiebel und Holzschindeldach. | BDA-Hist.: Q37953758 Status: Bescheid Stand der BDA-Liste: 2025-06-30 Name: Bürgerhaus und Wirtschaftsgebäude GstNr.: .10, .11                                                                                                 |
| ja    | Datei hochladen | Ehem. Bastion HERIS-ID: 56428 Objekt-ID: 65881                                                             | Dürnstein 67 Standort KG: Dürnstein             | In der Südostecke der mittelalterlichen Stadtbefestigung ist der ehemaligen Pfarrkirche eine halbrunde Bastei vorgelagert. | BDA-Hist.: Q38072177 Status: Bescheid Stand der BDA-Liste: 2025-06-30 Name: Ehem. Bastion GstNr.: .34 Bastion Dürnstein 67 |
| ja    | Datei hochladen | Bürgerhaus, ehem. Stiftseingang und Prälatengarten HERIS-ID: 56465 Objekt-ID: 65921                        | Dürnstein 69 Standort KG: Dürnstein             | Der eingeschoßige Bau aus der ersten Hälfte des 18. Jahrhunderts hat eine Hofeinfahrt mit Volutengiebel und ein Segmentbogentor. | BDA-Hist.: Q38072570 Status: Bescheid Stand der BDA-Liste: 2025-06-30 Name: Bürgerhaus, ehem. Stiftseingang und Prälatengarten GstNr.: .21 Ehem. Stiftseingang Dürnstein                                                       |
| ja    | Datei hochladen | Bürgerhaus, Teil des ehem. Klarissinnenklosters HERIS-ID: 56466 Objekt-ID: 65922                           | Dürnstein 70 Standort KG: Dürnstein             | Dieses Bürgerhaus ist ein Teil des ehemaligen Klarissinnenklosters. | BDA-Hist.: Q38072580 Status: Bescheid Stand der BDA-Liste: 2025-06-30 Name: Bürgerhaus, Teil des ehem. Klarissinnenklosters GstNr.: .18/7                                                                                      |
| ja    | Datei hochladen | Winzerhaus mit Presshaus HERIS-ID: 56467 Objekt-ID: 65923                                                  | Dürnstein 71 Standort KG: Dürnstein             | | BDA-Hist.: Q38072591 Status: Bescheid Stand der BDA-Liste: 2025-06-30 Name: Winzerhaus mit Presshaus GstNr.: .19/2 |
| ja    | Datei hochladen | Ehem. Preßhaus HERIS-ID: 56468 Objekt-ID: 65924                                                            | Dürnstein 75 Standort KG: Dürnstein             | Das eingeschoßige Haus mit hohem Giebel stammt aus dem späten 19. Jahrhundert. | BDA-Hist.: Q38072597 Status: Bescheid Stand der BDA-Liste: 2025-06-30 Name: Ehem. Preßhaus GstNr.: .19/3 Former Presshaus Dürnstein 75                                                                                         |
| ja    | Datei hochladen | Aufnahmsgebäude und Verladerampe Dürnstein-Oberloiben der Wachauer Bahn HERIS-ID: 49617 Objekt-ID: 53519   | Dürnstein 76 Standort KG: Dürnstein             | Der Bahnhof Dürnstein-Oberloiben der Wachauer Bahn hat ein Aufnahmegebäude von 1909. | BDA-Hist.: Q64026730 Status: Bescheid Stand der BDA-Liste: 2025-06-30 Name: Aufnahmsgebäude und Verladerampe Dürnstein-Oberloiben der Wachauer Bahn GstNr.: .126 Aufnahmsgebäude und Verladerampe Bahnhof Dürnstein-Oberloiben |
| ja    | Datei hochladen | Bürgerhaus und Presshaus HERIS-ID: 56469 Objekt-ID: 65925                                                  | Dürnstein 81 Standort KG: Dürnstein             | | BDA-Hist.: Q38072606 Status: Bescheid Stand der BDA-Liste: 2025-06-30 Name: Bürgerhaus und Presshaus GstNr.: .59 |
| ja    | Datei hochladen | Villa mit Hauszeichen HERIS-ID: 56470 Objekt-ID: 65926                                                     | Dürnstein 82 Standort KG: Dürnstein             | Die Kleinvilla wurde 1923 von Emil Hoppe erbaut und teilweise in neobarocken Formen ausgeführt. | BDA-Hist.: Q38072615 Status: Bescheid Stand der BDA-Liste: 2025-06-30 Name: Villa mit Hauszeichen GstNr.: .65/1 |
| ja    | Datei hochladen | Wohnhaus HERIS-ID: 90988 Objekt-ID: 105698                                                                 | Dürnstein 92 Standort KG: Dürnstein             | Das Wohnhaus Dürnstein 92 hat einen Flacherker. | BDA-Hist.: Q37750721 Status: Bescheid Stand der BDA-Liste: 2025-06-30 Name: Wohnhaus GstNr.: .50/2 Wohnhaus Dürnstein 92 |
| ja    | Datei hochladen | Wohn- und Geschäftshaus, ehem. Preßhaus HERIS-ID: 56471 Objekt-ID: 65927                                   | Dürnstein 93 Standort KG: Dürnstein             | Das ehemalige Presshaus wird heute als Wohn- und Geschäftshaus genutzt. | BDA-Hist.: Q38072625 Status: Bescheid Stand der BDA-Liste: 2025-06-30 Name: Wohn- und Geschäftshaus, ehem. Preßhaus GstNr.: .25                                                                                                |
| ja    | Datei hochladen | Eisenbahnstrecke, Wachauer Bahn HERIS-ID: 59307 Objekt-ID: 70508                                           | Dürnstein 96 Standort KG: Dürnstein             | Die Donauuferbahn wurde 1909 erbaut. Bei ihrer Erbauung wurde Wert auf den Landschaftsschutz gelegt und zu diesem Zweck der Maler und Denkmalpfleger Rudolf Matthias Pichler beigezogen. Geschützt ist vor allem die 34 Kilometer lange Strecke zwischen Krems und Emmersdorf, die ein Teil des UNESCO-Weltkultur- und -naturerbes Wachau ist. | BDA-Hist.: Q64026733 Status: Bescheid Stand der BDA-Liste: 2025-06-30 Name: Eisenbahnstrecke, Wachauer Bahn GstNr.: 1553, 1554/1, 1554/2, 1554/3                                                                               |
| ja    | Datei hochladen | Reiterstandbild HERIS-ID: 9827 Objekt-ID: 5874                                                             | Standort KG: Dürnstein                          | Das Reiterstandbild an der Wachauer Straße nördlich der Stadt wurde 1958 von Lois Lidauer als Symbolfigur an der Stelle errichtet, an der die Donau im Mittelalter durchquerbar war. | BDA-Hist.: Q38049960 Status: § 2a Stand der BDA-Liste: 2025-06-30 Name: Reiterstandbild GstNr.: 1562 Reiterstandbild Richard Löwenherz, Dürnstein                                                                              |
| ja    | Datei hochladen | Franzosendenkmal HERIS-ID: 9829 Objekt-ID: 5876                                                            | Standort KG: Dürnstein                          | Das sogenannte Franzosendenkmal wurde 1905 durch Friedrich Schachner errichtet. Das monumentale Denkmal zur Erinnerung an den Sieg der österreichischen und russischen Truppen über das napoleonische Heer erhebt sich auf einem hohen quadratischen Sockel und hat einen steil aufragenden, polygonalen Aufsatz, der durch eine Trommel mit Reliefs und eine steile Kuppel bekrönt wird. | BDA-Hist.: Q38049988 Status: § 2a Stand der BDA-Liste: 2025-06-30 Name: Franzosendenkmal GstNr.: .124 Franzosendenkmal, Dürnstein                                                                                              |
| ja    | Datei hochladen | Persönlichkeitsdenkmal Ingenieur August Kargl HERIS-ID: 71386 Objekt-ID: 84550                             | Standort KG: Dürnstein                          | Das Denkmal wurde zur Erinnerung an August Kargl, den Initiator des Baues der Strasse durch die Wachau und des Dürnsteiner Tunnels 1954–1959, errichtet. | BDA-Hist.: Q38127490 Status: § 2a Stand der BDA-Liste: 2025-06-30 Name: Persönlichkeitsdenkmal Ingenieur August Kargl GstNr.: 1570/1                                                                                           |
| ja    | Datei hochladen | Burgruine Dürnstein und Wehranlagen HERIS-ID: 33750 Objekt-ID: 31478                                       | Standort KG: Dürnstein                          | Die Burg wurde von den Kuenringern Mitte des 12. Jahrhunderts erbaut. Azzo von Gobatsburg, Stammvater der Kuenringer, erwarb das Gebiet um die Burg vom Kloster Tegernsee. Sein Enkel Hadmar I. erbaute die Burg. Die Stadt Dürnstein und die Burg sind durch eine Wehrmauer, eine verlängerte Stadtmauer, verbunden. Oberhalb der Kapelle lag einst der innere Burghof, darin ein mächtiger Felsblock mit ausgehauenem Felskeller. | BDA-Hist.: Q188358 Status: Bescheid Stand der BDA-Liste: 2025-06-30 Name: Burgruine Dürnstein und Wehranlagen GstNr.: 56, 648/1, 648/13 Burgruine Dürnstein                                                                    |
| ja    | Datei hochladen | Kunigundenkirche mit Friedhof und Karner HERIS-ID: 56429 Objekt-ID: 65882                                  | Dürnstein 16, bei Standort KG: Dürnstein        | Die ehemalige Pfarrkirche von Dürnstein stammt aus dem 13. Jahrhundert. Der Karner wurde im 14. Jahrhundert errichtet und ist seit 1925 eine Kriegergedächtniskapelle. | BDA-Hist.: Q38072187 Status: Bescheid Stand der BDA-Liste: 2025-06-30 Name: Kunigundenkirche mit Friedhof und Karner GstNr.: .38, 66 Kunigundenkirche Dürnstein                                                                |
| ja    | Datei hochladen | Stadtmauerteil HERIS-ID: 56430 Objekt-ID: 65883                                                            | Dürnstein 142, östlich Standort KG: Dürnstein   | Teil der mittelalterlichen Stadtbefestigung | BDA-Hist.: Q38072198 Status: Bescheid Stand der BDA-Liste: 2025-06-30 Name: Stadtmauerteil GstNr.: 55 City wall of Dürnstein                                                                                                   |
| ja    | Datei hochladen | Stadtmauerteil HERIS-ID: 56431 Objekt-ID: 65884                                                            | Dürnstein 21, östlich Standort KG: Dürnstein    | Teil der mittelalterlichen Stadtbefestigung | BDA-Hist.: Q38072207 Status: Bescheid Stand der BDA-Liste: 2025-06-30 Name: Stadtmauerteil GstNr.: 57 City wall of Dürnstein                                                                                                   |
| ja    | Datei hochladen | Stadtmauerteil bei der Ruine HERIS-ID: 56434 Objekt-ID: 65887                                              | Dürnstein 88, westlich Standort KG: Dürnstein   | Teil der mittelalterlichen Stadtbefestigung | BDA-Hist.: Q38072238 Status: Bescheid Stand der BDA-Liste: 2025-06-30 Name: Stadtmauerteil bei der Ruine GstNr.: 648/5 City wall of Dürnstein                                                                                  |
| ja    | Datei hochladen | Donautor und Pranger HERIS-ID: 56435 Objekt-ID: 65888                                                      | Dürnstein 66, bei Standort KG: Dürnstein        | Das Donautor ist ein Teil der mittelalterlichen Stadtbefestigung. Der Pranger, ein abgefaster Pfeiler des 16. Jahrhunderts, der sich über einem niedrigen Stufenpostament erhebt, wurde 1929 renoviert und wieder aufgestellt. Anmerkung: Standort bezieht sich auf den Pranger. | BDA-Hist.: Q38072246 Status: Bescheid Stand der BDA-Liste: 2025-06-30 Name: Donautor und Pranger GstNr.: 1513/2 Pranger Dürnstein                                                                                              |
| ja    | Datei hochladen | Weg beim Wassertor HERIS-ID: 56436 Objekt-ID: 65889                                                        | Dürnstein 66, bei Standort KG: Dürnstein        | Von den ursprünglich um 1300 entstandenen Stadttoren ist an sich nur mehr das südöstliche Kremser- bzw. Steiner-Tor erhalten. Das nordwestliche Weißenkirchner-Tor wurde 1862 abgetragen und das ehemalige donauseitige Wassertor wurde baulich stark verändert. | BDA-Hist.: Q38072255 Status: Bescheid Stand der BDA-Liste: 2025-06-30 Name: Weg beim Wassertor GstNr.: 1514 |
| ja    | Datei hochladen | Westliches Stadtplateau HERIS-ID: 56437 Objekt-ID: 65890                                                   | Dürnstein 43, westlich Standort KG: Dürnstein   | | BDA-Hist.: Q38072274 Status: Bescheid Stand der BDA-Liste: 2025-06-30 Name: Westliches Stadtplateau GstNr.: 1572 |
| ja    | Datei hochladen | Ehem. Villa Mayreder/heute Villa Lindenstöckel HERIS-ID: 9695 Objekt-ID: 5739seit 2012                     | Oberloiben 32 Standort KG: Oberloiben           | Die Villa wurde 1909 von Julius Mayreder erbaut. | BDA-Hist.: Q38046760 Status: Bescheid Stand der BDA-Liste: 2025-06-30 Name: Ehem. Villa Mayreder/heute Villa Lindenstöckel GstNr.: .37, 32 Villa Lindenstöckel Oberloiben                                                      |
| ja    | Datei hochladen | Ratscherkreuz, ehem. Weingartenportal HERIS-ID: 9709 Objekt-ID: 5754                                       | neben Oberloiben 41 Standort KG: Oberloiben     | | BDA-Hist.: Q38047465 Status: § 2a Stand der BDA-Liste: 2025-06-30 Name: Ratscherkreuz, ehem. Weingartenportal GstNr.: 277 Ratscherkreuz Oberloiben                                                                             |
| ja    | Datei hochladen | Ehem. Gartenportal HERIS-ID: 9708 Objekt-ID: 5753                                                          | gegenüber Dürnstein 139 Standort KG: Oberloiben | | BDA-Hist.: Q38047438 Status: § 2a Stand der BDA-Liste: 2025-06-30 Name: Ehem. Gartenportal GstNr.: 31/3 Villa Lindenstöckel Oberloiben                                                                                         |
| ja    | Datei hochladen | Ansitz, Pichlhof/Bieglhof HERIS-ID: 35193 Objekt-ID: 33840                                                 | Rothenhof 1 Standort KG: Unterloiben            | Der südwestlich etwas außerhalb des Ortes gelegene Pichlhof ist ein zweigeschoßiger, neunachsiger Bau mit Zwerchgiebel, steilem Satteldach mit verbretterten Giebelflächen und einem spätmittelalterlich/frühneuzeitlichen Baukern. Im Zwerchgiebel befindet sich eine spätbarocke Malerei Auge Gottes, links der hl. Eustachius, rechts Bacchus. Über dem Mittelportal sind Nischenfiguren der hll. Johannes Nepomuk und Florian zu sehen, beide um die Mitte des 18. Jahrhunderts angefertigt. An der Fassade sind spätbarocke Fensterkörbe und Wellengitter angebracht. An der Rückseite des Gebäudes schließt ein kleiner Wirtschaftstrakt an, der um einen kleinen Hof angelegt ist. Innen gibt es einen Raum mit Kreuzgratgewölbe aus der Mitte des 16. Jahrhunderts, die Obergeschoßräume sind flach gedeckt und mit geschweiften Stuckspiegeln ausgestattet. Einer davon zeigt eine Malerei der Mater Dolorosa aus der zweiten Hälfte des 18. Jahrhunderts. Zur Ausstattung zählt ein Weihwasserkelch aus dem Jahr 1745. | BDA-Hist.: Q37962087 Status: Bescheid Stand der BDA-Liste: 2025-06-30 Name: Ansitz, Pichlhof/Bieglhof GstNr.: 445 Pichlhof |
| ja BW | Datei hochladen | Anlage Guts-/Winzerhof HERIS-ID: 9686seit 2023                                                             | Rothenhof 2 Standort KG: Unterloiben            | Bei der Anlage handelt es sich um einen ausgebauten mittelalterlichen Hauer- und/oder Lesehof. | BDA-Hist.: Q119231381 Status: Bescheid Stand der BDA-Liste: 2025-06-30 Name: Anlage Guts-/Winzerhof GstNr.: .66, 453/1, 453/2                                                                                                  |
| ja    | Datei hochladen | Anlage Guts-/Winzerhof HERIS-ID: 246005seit 2023                                                           | Rothenhof 6 Standort KG: Unterloiben            | Der aus drei Gebäudeteilen bestehende ehemalige Gutshof ist mit der Jahreszahl 1612 bezeichnet. | BDA-Hist.: Q119231382 Status: Bescheid Stand der BDA-Liste: 2025-06-30 Name: Anlage Guts-/Winzerhof GstNr.: .70, 452/5 Rothenhof 6, Dürnstein                                                                                  |
| ja    | Datei hochladen | Pfarrhof HERIS-ID: 9680 Objekt-ID: 5723                                                                    | Unterloiben 1 Standort KG: Unterloiben          | Der östlich der Kirche gelegene Pfarrhof ist ein zweigeschoßiger Bau mit Walmdach, der im Kern aus dem 17./18, Jahrhundert stammt und Anfang des 20. Jahrhunderts mit zum Teil neobarocker Fassadengestaltung wiederhergestellt wurde. Das Portal wird von einem gesprengten Giebel bekrönt, darin sind Putten und Wappen aus dem frühen 17. Jahrhundert untergebracht. Die anschließende Tormauer hat ein spätgotisches, segmentbogiges, verstäbtes Torgewände aus dem späten 15. Jahrhundert. | BDA-Hist.: Q38045931 Status: § 2a Stand der BDA-Liste: 2025-06-30 Name: Pfarrhof GstNr.: .7/1 |
| ja    | Datei hochladen | Schule HERIS-ID: 9679 Objekt-ID: 5721                                                                      | Unterloiben 49 Standort KG: Unterloiben         | Das Gebäude in Unterloiben 49 beherbergt eine Volksschule und einen Kindergarten. | BDA-Hist.: Q38045831 Status: § 2a Stand der BDA-Liste: 2025-06-30 Name: Schule GstNr.: .7/2 |
| ja BW | Datei hochladen | Ehem. Hauerhof Dinstl-Gut HERIS-ID: 9678 Objekt-ID: 5720seit 2017                                          | bei Unterloiben 51 Standort KG: Unterloiben     | Die Gebäude der ehemaligen Winzergenossenschaft wurden ab September 2018 von den neuen Besitzern, der Familie Wagner-Pischel, Inhaberin der Danube Private University (DPU) großteils abgerissen. Der Architekt François Valentiny aus Luxemburg und die Architektin Anna Cedroni aus Rom wurden mit der Planung der Neubebauung beauftragt. Unter Denkmalschutz stehen der Felsenkeller und das Dinstlgut-Stüberl. | BDA-Hist.: Q38045748 Status: Bescheid Stand der BDA-Liste: 2025-06-30 Name: Ehem. Hauerhof Dinstl-Gut GstNr.: .50 |
| ja    | Datei hochladen | Wegkapelle, Michaelerkreuz HERIS-ID: 9677 Objekt-ID: 5719                                                  | Standort KG: Unterloiben                        | Dieser Bildstock ist am Eisengitter mit der Jahreszahl 1858 bezeichnet. | BDA-Hist.: Q38045645 Status: § 2a Stand der BDA-Liste: 2025-06-30 Name: Wegkapelle, Michaelerkreuz GstNr.: 641 Michaelerkreuz Unterloiben                                                                                      |
| ja    | Datei hochladen | Kath. Pfarrkirche hl. Quirinus mit Friedhof und Kleindenkmalen HERIS-ID: 35192 Objekt-ID: 33839            | Unterloiben 2, bei Standort KG: Unterloiben     | Die etwas erhöht am westlichen Ortsausgang gelegene Pfarrkirche gelegene Pfarrkirche hl. Quirin ist von einer mittelalterlichen Umfassungsmauer und einem Friedhof ergeben. Das aus zwei Baukörpern bestehende Langhaus und das spätgotische Nordschiff sind durch je ein eigenes Schopfwalmdach gedeckt, durch Spitzbogenfenster geöffnet und werden von Strebepfeilern gestützt. Das Hauptschiff hat einen eingezogenen, höheren Chor mit Fünfachtelschluss. Der spätgotische Westturm ist dem Hauptschiff mittig vorgestellt. | BDA-Hist.: Q37962073 Status: § 2a Stand der BDA-Liste: 2025-06-30 Name: Kath. Pfarrkirche hl. Quirinus mit Friedhof und Kleindenkmalen GstNr.: .1, 2/1 Pfarrkirche Unterloiben                                                 |
| ja    | Datei hochladen | Kriegerdenkmal HERIS-ID: 71401 Objekt-ID: 84582                                                            | Unterloiben 2, bei Standort KG: Unterloiben     | An der Nordseite der Pfarrkirche befindet sich ein Kriegerdenkmal. | BDA-Hist.: Q38127531 Status: § 2a Stand der BDA-Liste: 2025-06-30 Name: Kriegerdenkmal GstNr.: .1 |
| ja    | Datei hochladen | Eisenbahnstrecke der Wachauer Bahn HERIS-ID: 59306 Objekt-ID: 70507                                        | Standort KG: Unterloiben                        | Die Donauuferbahn wurde 1909 erbaut. Bei ihrer Erbauung wurde Wert auf den Landschaftsschutz gelegt und zu diesem Zweck der Maler und Denkmalpfleger Rudolf Matthias Pichler beigezogen. Geschützt ist vor allem die 34 Kilometer lange Strecke zwischen Krems und Emmersdorf, die ein Teil des UNESCO-Weltkultur- und -naturerbes Wachau ist. | BDA-Hist.: Q64026732 Status: Bescheid Stand der BDA-Liste: 2025-06-30 Name: Eisenbahnstrecke der Wachauer Bahn GstNr.: 658/1                                                                                                   |